# 아산 용화사 석조여래입상
용화사 석조여래입상(龍華寺 石造如來立像)은 대한민국 충청남도 아산시 송악면 용화사에 있는 고려시대의 불상이다. 2013년 2월 12일 충청남도의 유형문화재 제220호로 지정되었다.

## 개요
아산 용화사 석조여래입상은 고려시대 전기에 조성된 거석불로서 지리적으로 아산 평촌리 석조약사여래입상과 인접해 있으며 개태사 석조여래입상보다는 상호와 신체의 양감이 떨어지고 옷주름도 도식적으로 표현하였으나 아산 평촌리 석조여래입상과 다르게 대의와 옷주름 표현에서 전통적인 방식을 고수하고 있다.

## 참고 문헌
- 용화사 석조여래입상 - 국가유산청 국가유산포털